# Långgöl (Döderhults socken, Småland)
Långgöl är en sjö i Oskarshamns kommun i Småland och ingår i Emåns huvudavrinningsområde.